# Пасынки (озеро)
Пасынки (каз. Пасынки) — озеро в Жамбылском районе Северо-Казахстанской области Казахстана. Находится в 12 км к северо-западу от села Пресновка у казахстанско-российской границы.
По данным топографической съёмки 1940-х годов, площадь поверхности озера составляет 3,44 км². Наибольшая длина озера — 3,3 км, наибольшая ширина — 1,5 км. Длина береговой линии составляет 10 км, развитие береговой линии — 1,5. Озеро расположено на высоте 129,2 м над уровнем моря.
Озеро входит в перечень рыбохозяйственных водоёмов местного значения.